# 鳥海山・飛島ジオパーク
鳥海山・飛島ジオパーク（ちょうかいさん/ちょうかいざん・とびしまジオパーク、英: Mt.Chokai & Tobishima Island Geopark）は、秋田県・山形県にまたがる鳥海山を中心とし、秋田県由利本荘市、秋田県にかほ市、山形県飽海郡遊佐町、山形県酒田市をエリアとしたジオパークである。

## ジオサイトなど
大きく、3市1町に山形県酒田市飛島を独立させて5エリアに分けている（重複あり）。
- 由利本荘エリア
- にかほエリア
- 遊佐エリア
- 酒田エリア
- 飛島エリア

| サイト名                           | エリア       | サイト種類     |
| ---------------------------------- | ------------ | -------------- |
| 法体の滝および甌穴（ポットホール） | 由利本荘     | ジオサイト     |
| 宮沢林道の大しゅう曲露頭           | 由利本荘     | ジオサイト     |
| 桑ノ木台湿原                       | 由利本荘     | 自然サイト     |
| 石沢大滝と屏風岩                   | 由利本荘     | ジオサイト     |
| 赤田大滝                           | 由利本荘     | ジオサイト     |
| ボツメキ湧水                       | 由利本荘     | ジオサイト     |
| 由利原高原                         | 由利本荘     | 文化サイト     |
| 加田喜沼湿原                       | 由利本荘     | 自然サイト     |
| 亀田不動滝                         | 由利本荘     | ジオサイト     |
| 由利原油ガス田                     | 由利本荘     | 文化サイト     |
| 浜館公園                           | 由利本荘     | ビューポイント |
| 竜ヶ原湿原                         | 由利本荘     | ジオサイト     |
| 新山公園（新山安山岩）             | 由利本荘     | ジオサイト     |
| 檜山滝                             | 由利本荘     | ジオサイト     |
| 九十九島                           | にかほ       | ジオサイト     |
| 元滝伏流水                         | にかほ       | ジオサイト     |
| 中島台・獅子ヶ鼻湿原               | にかほ       | ジオサイト     |
| 奈曽の白滝と金峰神社               | にかほ       | 文化サイト     |
| 奈曽渓谷                           | にかほ       | ジオサイト     |
| 仁賀保高原                         | にかほ       | 文化サイト     |
| 冬師湿原                           | にかほ       | ジオサイト     |
| 上郷の温水路群                     | にかほ       | 文化サイト     |
| 由利海岸波除石垣                   | にかほ       | 文化サイト     |
| 唐戸石                             | にかほ       | 文化サイト     |
| 福田の泉                           | にかほ       | 文化サイト     |
| 象潟岩なだれ堆積物と埋もれ木       | にかほ       | ジオサイト     |
| 院内油田跡地                       | にかほ       | 文化サイト     |
| 高森眺望台                         | にかほ       | ビューポイント |
| 三崎海岸                           | にかほ・遊佐 | ジオサイト     |
| 新山溶岩ドームと火山弾             | 遊佐         | ジオサイト     |
| 鳥海湖                             | 遊佐         | ジオサイト     |
| 釜磯                               | 遊佐         | ジオサイト     |
| 十六羅漢岩                         | 遊佐         | 文化サイト     |
| 牛渡川と丸池様                     | 遊佐         | ジオサイト     |
| 胴腹滝                             | 遊佐         | ジオサイト     |
| 二ノ滝（一ノ滝、二ノ滝渓谷）       | 遊佐         | ジオサイト     |
| 白井新田の湿地群                   | 遊佐         | 自然サイト     |
| 八ツ面川（イバラトミヨ生息地）     | 遊佐         | 自然サイト     |
| 遊佐元町湧水（自噴井）群           | 遊佐         | ジオサイト     |
| 鳥海山大物忌神社（吹浦口ノ宮）     | 遊佐         | 文化サイト     |
| 鳥海山大物忌神社（蕨岡口ノ宮）     | 遊佐         | 文化サイト     |
| 神泉の水                           | 遊佐         | 文化サイト     |
| 鳥海山山腹の正断層群               | 遊佐         | ジオサイト     |
| 鳥海山の周氷河地形                 | 遊佐         | ジオサイト     |
| 白井新田の学田と堰                 | 遊佐         | 文化サイト     |
| 庄内砂丘                           | 酒田・遊佐   | 文化サイト     |
| 庄内平野東縁断層帯                 | 酒田・遊佐   | 文化サイト     |
| 玉簾の滝                           | 酒田         | ジオサイト     |
| 不動の滝                           | 酒田         | ジオサイト     |
| 鶴間池                             | 酒田         | ジオサイト     |
| 城輪柵跡                           | 酒田         | 文化サイト     |
| 貝形雪渓                           | 酒田         | 文化サイト     |
| 十二滝                             | 酒田         | ジオサイト     |
| 中野俣 金剛蔵                      | 酒田         | ジオサイト     |
| 勝浦港と北前船文化                 | 飛島         | 文化サイト     |
| 柏木山と海岸遊歩道                 | 飛島         | ジオサイト     |
| ゴトロ浜                           | 飛島         | ジオサイト     |
| 烏帽子群島                         | 飛島         | ジオサイト     |
| 御積島                             | 飛島         | ジオサイト     |
| 荒崎海岸                           | 飛島         | ジオサイト     |
| 八幡崎と西海岸の眺望               | 飛島         | ビューポイント |
| 巨木の森                           | 飛島         | 自然サイト     |
| 八幡崎                             | 飛島         | ジオサイト     |
| 二俣島                             | 飛島         | ジオサイト     |
| 飛島の津波堆積物                   | 飛島         | ジオサイト     |
| 北限域のタブノキ群落               | 全エリア     | 自然サイト     |
| おいしい酒蔵群                     | 全エリア     | 文化サイト     |